# Malá Lhota
Malá Lhota (in tedesco Klein Lhotta) è un comune della Repubblica Ceca facente parte del distretto di Blansko, in Moravia Meridionale.